# Haemaphysalis roubaudi
Haemaphysalis roubaudi är en fästingart som beskrevs av Toumanoff 1940. Haemaphysalis roubaudi ingår i släktet Haemaphysalis och familjen hårda fästingar. Inga underarter finns listade i Catalogue of Life.